# Ramzan Kadyrov
Ramzán Achmátovič Kadýrov (in russo Рамза́н Ахма́тович Кады́ров?; in ceceno КъадиргӀеран Ахьмад-Хьаьжин Рамзан, Q̇adirġeran Aẋmad-Ẋäƶin Ramzan; Centaroj, 5 ottobre 1976) è un politico, generale e dirigente sportivo russo di etnia cecena, capo della Repubblica Cecena e presidente onorario della squadra di calcio dell'Achmat Groznyj.
Kadyrov è il figlio dell'ex presidente ceceno Akhmad Kadyrov, che ha cambiato schieramento nella seconda guerra cecena offrendo il suo appoggio all'amministrazione di Vladimir Putin in Russia ed è diventato presidente ceceno nel 2003. Akhmad Kadyrov è stato assassinato nel maggio 2004. Nel febbraio 2007, Ramzan Kadyrov ha sostituito Alu Alkhanov come presidente, poco dopo aver compiuto 30 anni, l'età minima per avere l'incarico. È stato impegnato in violente lotte di potere con i comandanti ceceni Sulim Jamadaev (morto nel 2009) e Said-Magomed Kakiev per l'autorità militare generale, e con Alkhanov per l'autorità politica. Dal novembre 2015 è membro della Commissione consultiva del Consiglio di Stato della Federazione Russa.
Nel corso degli anni Kadyrov ha ricevuto varie critiche per il modo autoritario con cui gestisce la Cecenia, ed è stato accusato varie volte di omicidi e torture somministrate soprattutto nei confronti degli omosessuali e oppositori politici; i casi più famosi sono l'assassinio di Boris Nemcov, oppositore russo che spesso criticava e accusava Kadyrov, e il tentato omicidio del dissidente Tumso Abdurachmanov. Kadyrov è stato soprannominato dai media occidentali "Il macellaio di Groznyj".

## Biografia
Kadyrov è nato a Tsentaroy, nella RSSA ceceno-inguscia, nella RSFS russa, parte dell'Unione Sovietica. Era il figlio più giovane della famiglia Akhmad e Aimani Kadyrov. Aveva un fratello maggiore di nome Zelimkhan (1974-31 maggio 2004), e due sorelle maggiori, Zargan (nata nel 1971) e Zulay (nata nel 1972).
Kadyrov si sforzò di ottenere il rispetto di suo padre, Akhmad Kadyrov, che era un imam. Afferma di averlo sempre emulato. All'inizio degli anni '90, con la dissoluzione dell'Unione Sovietica, i ceceni lanciarono una richiesta di indipendenza. Durante la prima guerra cecena, insieme a suo padre, Ramzan Kadyrov combatté contro le forze armate russe. Dopo la guerra, Ramzan fu l'autista personale e la guardia del corpo di suo padre Akhmad, che divenne il mufti separatista della Cecenia. La milizia kadyrovista si formò durante la prima guerra cecena, quando Akhmad Kadyrov dichiarò la jihad contro la Russia. Nel 1999 la famiglia è passata dalla parte russa all'inizio della seconda guerra cecena. Da allora, Kadyrov ha guidato la sua milizia con il sostegno del Servizio di sicurezza federale russo (FSB), compresa la fornitura di carte d'identità di servizio, diventando il capo del Servizio di sicurezza presidenziale ceceno. La milizia in seguito divenne nota come Kadyrovitis.
Nella società cecena, Kadyrov è ampiamente conosciuto con il soprannome di "Lyulya". Si dice che questo sia il soprannome d'infanzia di Kadyrov.

### Politica

#### Vice primo ministro
Dopo l'assassinio di suo padre il 9 maggio 2004, Ramzan Kadyrov è stato nominato Vice Primo Ministro della Repubblica Cecena. Quando sua sorella è stata arrestata dalla polizia del Daghestan nel gennaio 2005, Kadyrov ha guidato circa 150 uomini armati fino all'edificio della polizia della città di Chasavjurt. Secondo il sindaco della città, gli uomini di Kadyrov hanno circondato l'edificio, costringendo gli ufficiali di servizio ad allinearsi contro un muro, li hanno aggrediti, dopodiché hanno lasciato l'edificio con Zulay Kadyrova, "sparando vittoriosamente in aria". Nell'agosto 2005, Kadyrov dichiarò che la "moschea più grande d'Europa" sarebbe stata costruita al posto delle rovine del centro di Groznyj. Affermò anche che la Cecenia era il "posto più pacifico della Russia" e che in pochi anni sarebbe diventata anche "il luogo più ricco e pacifico" del mondo. Disse che la guerra era già finita con solo 150 "banditi" rimasti (contro le cifre ufficiali da 700 a 2.000 ribelli) e che, grazie a suo padre, 7.000 separatisti avevano già disertato dalla parte russa dal 1999. Quando rispondendo a una domanda su come intendeva "vendicare l'omicidio di suo padre", Kadyrov ha detto: "L'ho già ucciso, chi dovevo uccidere. E quelli che stanno dietro di lui, li ucciderò, fino all'ultimo, finché non sarò io stesso ucciso o imprigionato. Li ucciderò finché vivrò... Putin è stupendo. Pensa più alla Cecenia che a qualsiasi altra repubblica. Quando mio padre fu assassinato, lui venne e andò di persona al cimitero. Putin ha fermato la guerra. Putin dovrebbe essere nominato presidente a vita. È necessaria una regola forte. La democrazia è tutto tranne che un'invenzione americana... i russi non obbediscono mai alle loro leggi. Tutti stavano rubando e solo Chodorkovskij è in prigione". È rimasto Vice Primo Ministro fino al novembre 2005.

#### Primo ministro ad interim
Nel dicembre 2005, dopo che il Primo Ministro Sergej Abramov è stato coinvolto in un grave incidente stradale a Mosca (incidente che non sarebbe stato provocato da un atto terroristico), Ramzan Kadyrov è divenuto il Primo Ministro ceceno reggente. Ha immediatamente provveduto all'attuazione di elementi della legge della Sharia, come la dichiarazione di divieto di gioco d'azzardo e produzione di alcol. Nel febbraio 2006, rispondendo alla pubblicazione delle vignette su Maometto, ha accusato i danesi di "spionaggio" e di essere "pro-terroristi". Ha anche vietato ai cittadini danesi di entrare in Cecenia, bloccando di fatto l'attività del Danish Refugee Council, la più grande organizzazione non governativa che opera nella regione. Si dice che Kadyrov abbia detto: "Quel fumettista ha bisogno di essere sepolto vivo". Alla fine fu spinto a ribaltare questa decisione da Mosca, un raro esempio di intervento federale nel governo di Kadyrov nella repubblica.
Come capo del Servizio di Sicurezza Presidenziale Ceceno, Kadyrov è stato spesso accusato di essere brutale e spietato; per la stampa è implicato in numerosi casi di tortura e omicidio. L'associazione tedesca per i diritti umani Associazione per i Popoli Minacciati (GfbV) ha affermato che fino al 70% di tutti gli assassinii, stupri, rapimenti e casi di tortura in Cecenia, sono stati commessi dall'esercito privato agli ordini di Kadyrov, la forza di sicurezza interna conosciuta come Kadyrovcy (Kadyroviti), composta da 3000 uomini. il 28 aprile del 2004 si diffuse la falsa notizia secondo cui Ramzan Kadyrov fosse deceduto a causa di una ferita d'arma da fuoco.

#### Primo Ministro
Il 1º marzo 2006, Sergej Abramov si è dimesso dalla carica di primo ministro e ha detto all'agenzia di stampa Itar-Tass di averlo fatto "a condizione che Ramzan Kadyrov guidasse il governo ceceno". Questo è stato seguito da un decreto di Kadyrov che costringe le donne a indossare il velo; ha anche rifiutato uno stanziamento federale del bilancio della repubblica, chiedendo più soldi e ha chiesto il ritiro di tutte le forze federali tranne le guardie di frontiera.
Kadyrov è stato nominato Primo Ministro della Repubblica cecena da Alchanov il 4 marzo 2006. Poco dopo essere entrato in carica, Kadyrov ha approvato un progetto per erigere un palazzo presidenziale su un terreno di 30 acri vicino al fiume Sunža nel centro in rovina di Groznyj. La costruzione del progetto, che doveva includere anche un hotel a cinque stelle e strutture ricreative, sarebbe costata circa 1,5 miliardi di rubli. Più tardi, Kadyrov ha chiesto la chiusura dei campi profughi sparsi in tutta la Cecenia, definendo i rifugiati "spie internazionali interessate ad alimentare il conflitto tra Cecenia e Russia, che stanno cercando di destabilizzare la situazione nella nostra regione". Reuters lo ha citato dicendo che "la liquidazione dei campi profughi ci consentirà di scoprire spie che lavorano per i servizi di intelligence stranieri".
Suo cugino Odes Baysultanov è stato nominato primo vice primo ministro da Alchanov il 6 marzo 2006 dopo essere stato approvato all'unanimità dal parlamento ceceno.
Il 5 giugno 2006, il presidente dell'Assemblea popolare cecena Dukvacha Abdurachmanov ha affermato in una conferenza stampa a Mosca che "non c'è alternativa" a Kadyrov per la presidenza; Kadyrov ha "premi esclusivi in combattimento e ha ottenuto risultati nel miglioramento della vita pacifica e nella protezione dei diritti umani. Chi potrebbe sostituirlo in questa fase? Nessuno", ha detto. Nello stesso anno, Umar Džabrailov, rappresentante della Cecenia nel Consiglio della Federazione e stretto alleato di Kadyrov, esortò Dukvcha Abdurachmanov ad avviare una misura chiedendo a Kadyrov di diventare presidente della repubblica, sostituendo così Alu Alchanov. La settimana successiva, diversi giornali russi hanno riferito che il peggioramento della situazione della sicurezza in Cecenia stava riducendo le probabilità che Kadyrov avrebbe sostituito Alu Alchanov come presidente della repubblica. Altri media, tuttavia, hanno riferito che Kadyrov ha continuato a rafforzare la sua posizione a spese di Alchanov. È stato anche eletto presidente dell'Assemblea popolare cecena alla fine di ottobre 2006.
Il 6 dicembre 2006, Kadyrov ha dichiarato che avrebbe chiesto il perseguimento dei comandanti delle unità militari federali responsabili della morte o scomparsa di civili in Cecenia (in particolare il maggiore generale Aleksandr Studenikin). Inoltre, Kadyrov ha affermato che la guerra in Cecenia non è stata scatenata dal popolo ceceno ma dalla leadership russa. I commenti di Kadyrov potrebbero aver rappresentato la crescente infelicità del suo governo nei confronti di alcune figure a Mosca, che avrebbero bloccato la sua elevazione alla carica di presidente ceceno. Nel 2006, i cablogrammi trapelati da un diplomatico americano raccontavano di un sontuoso matrimonio a cui partecipava Kadyrov nella regione russa del Caucaso in cui gli ospiti lanciavano banconote da $ 100 a ballerini bambini e che avevano "gite notturne in moto d'acqua sul Mar Caspio" e un rapporto che Kadyrov diede alla coppia appena sposata un "pezzo d'oro da cinque chili".
Il 5 febbraio 2007 Kadyrov ha dichiarato di non aspirare a diventare presidente ceceno; tuttavia, ha criticato Alchanov. Kadyrov ha anche affermato che la guerra in Cecenia era alla fine finita, con "tutti i gruppi armati informali eliminati". Alkhanov, da parte sua, ha criticato "il culto della personalità e l'idealizzazione di una persona", un chiaro riferimento a Kadyrov, i cui enormi ritratti sono ben visibili a Groznyj.

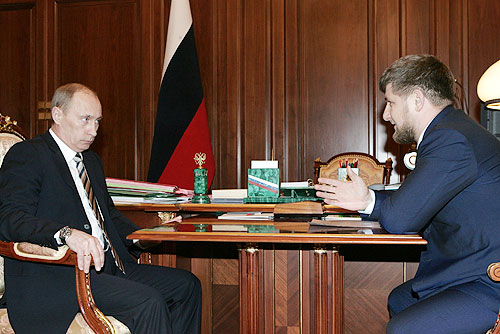
Kadyrov (a destra) con il presidente russo Vladimir Putin nel febbraio 2008

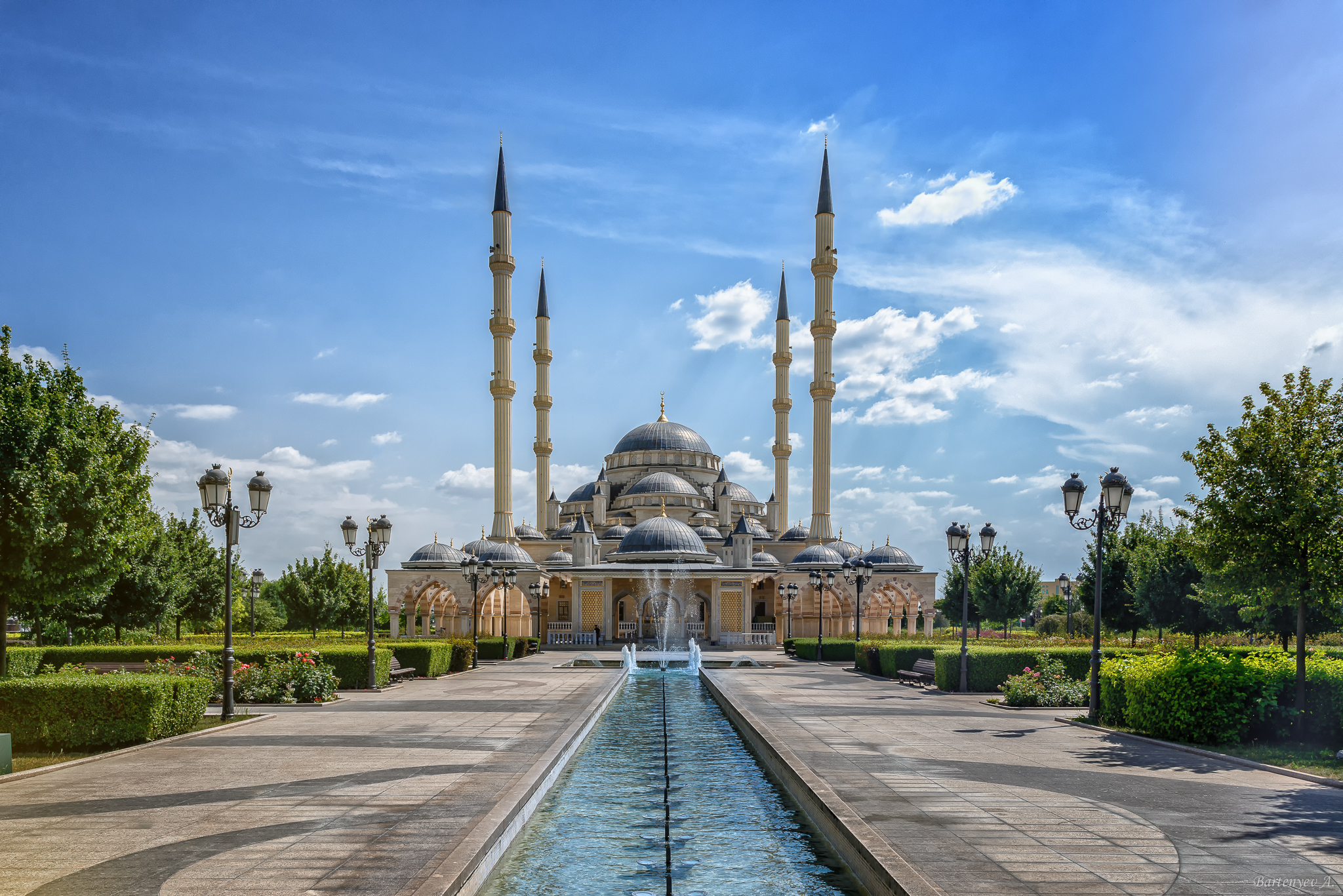
La moschea Akhmad Kadyrov completata nel 2008

#### Presidente della Repubblica Cecena
Il 15 febbraio 2007 Putin ha firmato un decreto che rimuove Alkhanov e nomina Kadyrov come presidente ad interim della Cecenia. Il 2 marzo 2007, in seguito alla nomina di Kadyrov a presidente ceceno da parte di Putin, il parlamento ceceno ha approvato la nomina. Nei giorni successivi si verificarono seri cambiamenti nell'assetto amministrativo della repubblica, che interessarono sia gli alti funzionari che quelli di medio rango. L'ex vice primo ministro Odes Bajsultanov (cugino di Kadyrov) è stato elevato al posto vacante di primo ministro. I critici affermano che Kadyrov sta costruendo attivamente la propria "verticale del potere" nella repubblica e incoraggiando il nepotismo collocando uomini della sua stessa famiglia (Kadyrov) in tutte le posizioni principali e importanti.
Un quotidiano russo Gazeta ha riferito che, secondo un sondaggio condotto dall'indipendente Levada Center, solo il 33% dei russi crede che ci si possa fidare di Kadyrov, mentre il 35% crede che non sia possibile. Alla domanda se pensavano che Kadyrov potesse normalizzare la situazione in Cecenia e porre fine allo spargimento di sangue lì, il 31% ha detto di sì e il 38% ha detto di no.
Il 14 marzo 2007, Kadyrov ha affermato che le violazioni dei diritti umani erano "un ricordo del passato" nella sua repubblica, respingendo le nuove accuse di tortura avanzate dal Consiglio d'Europa. Due giorni dopo ha accusato le autorità federali di torturare i detenuti. Il 19 marzo 2007, Kadyrov ha promesso di porre fine a tutte le restanti attività di guerriglia in Cecenia entro due mesi. Il 5 aprile 2007 Kadyrov ha prestato giuramento come presidente della Cecenia. Il 10 aprile ha nominato suo cugino materno Odes Bajsultanov Primo Ministro della repubblica.
Dopo l'attacco con autobomba a Junus-bek Evkurov, presidente della vicina Repubblica di Inguscezia il 22 giugno 2009, Kadyrov ha affermato che il Cremlino gli aveva ordinato di combattere lì i ribelli e durante la sua successiva visita nella repubblica il 24 giugno si è impegnato nella vendetta.
Alla fine di dicembre 2009, Kadyrov ha affermato che i ribelli rimanenti venivano finanziati dall' "Ovest"; "Lo dichiaro ufficialmente: coloro che hanno distrutto l'Unione Sovietica, coloro che vogliono distruggere la Federazione Russa, stanno dietro di loro". Ha anche suggerito che la Russia dovrebbe attaccare la Georgia e l'Ucraina "È l'afflizione privata della Russia; perché dovremmo sempre soffrire se possiamo sradicarla per sempre?". All'inizio di agosto 2010, Kadyrov aveva affermato che in Cecenia erano rimasti solo 70 militanti islamici.
Nello stesso mese ha proposto di cambiare il titolo di Presidente della Repubblica cecena in Capo della Repubblica cecena. Il 12 agosto ha anche invitato i presidenti di tutte le repubbliche del Caucaso settentrionale a presentare una petizione alla Duma di Stato per cambiare i loro titoli, affermando che ci dovrebbe essere un solo presidente in Russia. Il 2 settembre il parlamento ceceno ha approvato all'unanimità questa modifica. Tuttavia, il 4 settembre, il presidente del parlamento ceceno Dukvacha Abdurachmanov ha dichiarato che il titolo sarà mantenuto fino alla fine del mandato di Kadyrov nell'aprile 2011. Nel febbraio 2011, ha invitato i giocatori della squadra brasiliana vincitrice della Coppa del Mondo FIFA 2002 a giocare una partita contro una squadra di calcio cecena guidata da Kadyrov. La squadra brasiliana è stata chiamata Brasile XI. Inoltre, Ruud Gullit è stato assunto da Kadyrov per allenare l'FC Terek Grozny.

#### Tentato omicidio
Un tentativo di omicidio di Kadyrov e di un membro del parlamento russo, Adam Delimkhanov, è stato sventato il 23 ottobre 2009 dalla polizia. Il viceministro degli interni ceceno Roman Edilov ha detto che la polizia ha ucciso a colpi di arma da fuoco l'autista di un'auto in corsa dopo aver sparato colpi di avvertimento poco prima che Kadyrov arrivasse in un cantiere edile. L'autista dell'auto è stato successivamente identificato come un leader militante (il cosiddetto emiro di Urus-Martan Beslan Baštaev).
Said-Emi Chizriev, che ha avuto un ruolo nell'organizzazione dell'attacco, è stato ucciso dalla polizia russa che ha cercato di arrestarlo nel villaggio di Mičurin a Groznyj. Chizriev ha pianificato e preso parte a esplosioni in due distributori di benzina a Gudermes nella primavera dell'anno precedente, nonché a un attacco armato a un club sportivo della città.

#### Tentativi di consolidamento della nazione cecena
Come riportato dal Caucasian Knot, una risorsa indipendente per i diritti umani, il 5 febbraio 2009, "nel corso del suo incontro a Groznyj con Ramzan Ampukaev, rappresentante della diaspora cecena in Europa, Ramzan Kadyrov ha invitato ex militanti, ora residenti in Europa, a tornare a casa":
"Ora la situazione nella repubblica si è stabilizzata, assistiamo a una crescita economica costante e non ha senso che le persone se ne vadano. E chi è già all'estero, può sempre tornare. Lo aiuteremo in ogni modo possibile". disse Kadyrov. "Tutti i tipi di emiri ed ex partecipanti a formazioni armate illegali, che ora sono in Europa e le cui azioni non sono state aggravate da crimini sanguinosi, hanno due alternative: tornare e servire per il benessere della loro patria o restarci fino al fine dei loro giorni."

#### Centoroj e gli attacchi al parlamento ceceno
Nel 2010, due attacchi su larga scala sono stati effettuati da ribelli ceceni, uno nel suo villaggio natale di Kadyrov, Centoroj e l'altro al parlamento ceceno a Groznyj. Si ritiene che l'assalto a Centoroj avvenuto il 29 agosto abbia "frantumato" l'immagine del governo incrollabile di Kadyrov in Cecenia, poiché era la prima volta in sei anni che il suo villaggio apparentemente inespugnabile veniva attaccato.
Il 2 settembre, Kadyrov ha annunciato una ricompensa di oltre $ 300.000 per informazioni su ciascuno dei leader dell'insurrezione coinvolti nell'operazione, che i commentatori ceceni hanno interpretato come un indicatore della debolezza del governo. Kadyrov ha anche rafforzato il suo controllo sulle informazioni provenienti da Centoroj non permettendo a nessuno dei 5.000 abitanti del villaggio di andarsene nei giorni successivi all'attacco. La cittadinanza sarebbe stata anche minacciata di morte per non parlare dell'assedio o dei danni inflitti dai ribelli. L'attacco al parlamento ceceno è stato compiuto da tre ribelli ceceni il 19 ottobre 2010.
Kadyrov, vestito con un'uniforme da parata, ha partecipato a una riunione che si è tenuta poche ore dopo che tutti gli edifici del parlamento erano stati dichiarati sgomberati dalle forze speciali. Durante l'incontro, si è scusato con i politici che sono sfuggiti illesi all'attacco. Kadyrov ha promesso di intensificare la lotta contro i militanti nella repubblica, definendoli "banditi". Ha anche incolpato il Regno Unito e la Polonia dicendo che stavano "ospitando criminali. Perché proteggono i banditi che hanno versato sangue dove c'è la democrazia occidentale? Dov'è la giustizia? ... Prima o poi Zakaev, Gakaev, Umarov, Vadalov e altri i criminali otterranno ciò che meritano... Non ho dubbi che sia stato l'ubriaco e alcolizzato Achmed Zakaev e i suoi sostenitori a Londra e in altre capitali occidentali. Voglio dire che non otterranno nulla. La repubblica cecena è ancora in piedi. È una regione pacifica e stabile."

#### Capo della Repubblica Cecena
Kadyrov è stato nominato per un secondo mandato da presidente (ora denominato Capo della Repubblica cecena) dal presidente russo Dmitrij Medvedev il 28 febbraio 2011 ed è stato eletto all'unanimità per un secondo mandato dal parlamento ceceno il 5 marzo 2011. Dopo la sua elezione, ha dichiarato che avrebbe continuato l'attuale corso di rilancio dell'economia e della società della repubblica.
L'8 marzo, ha capitanato una squadra di calcio cecena che includeva giocatori attuali dell'FC Terek Groznyj, ex giocatori della nazionale di calcio dell'Unione Sovietica e l'ex centrocampista tedesco Lothar Matthäus in una partita contro la squadra del Brasile XI che includeva ex calciatori brasiliani come Romario, Dunga, Bebeto e Cafù. Kadyrov ha segnato due gol durante la partita, ma la sua squadra ha perso 6–4 contro la squadra brasiliana. Kadyrov ha detto di aver organizzato la partita per dimostrare che la Cecenia si era ripresa da anni di conflitto separatista. Ha anche affermato che i brasiliani non sono stati pagati per comparire, ma sono venuti per buona volontà e in cambio di una donazione alle vittime delle inondazioni in Brasile.
Kadyrov ha definito la cacciata dell'ex presidente dell'Ucraina Viktor Janukovyč come un "colpo di Stato" e un tentativo deliberato di esercitare pressioni sulla Russia attraverso l'Ucraina, tuttavia allo stesso tempo ha incolpato Janukovyč per la situazione in Ucraina. Il 28 febbraio 2014 ha affermato la sua disponibilità a inviare forze di pace e una spedizione di aiuti umanitari in Crimea.
Dopo l'attentato di Groznyj del 2014, in cui si sospettava la mano dell'ISIL, ha affermato che potrebbe bloccare Internet in Cecenia poiché chiunque potrebbe facilmente trovare e ascoltare il sermone di un jihadista. Dopo che Kadyrov ha fatto una filippica contro l'ISIL su Instagram per aver minacciato la Russia, il comandante dell'ISIL Omar al-Shishani gli ha messo una taglia di 5 milioni di dollari.
Il 26 maggio 2015, ha annunciato che avrebbe recitato in un thriller hollywoodiano intitolato Whoever Doesn't Understand Will Get It, che sarà diretto da un regista di famosi film di Hollywood e presenterà anche stelle del cinema globale.
Kadyrov nel luglio 2015 ha negato che l'ISIL avesse un territorio in Cecenia e ha affermato che non lo avrà mai. Durante un'intervista nell'ottobre 2015, ha suggerito che Putin dovrebbe inviare forze speciali cecene in Siria sostenendo che cancelleranno l'ISIL in poche settimane.
Kadyrov ha annunciato il 27 febbraio 2016 che si sarebbe dimesso al termine del suo secondo mandato, che doveva scadere il 5 aprile. Tuttavia, in seguito, ha deciso di candidarsi alle elezioni che si sarebbero tenute a settembre. Putin lo ha nominato capo ad interim della Cecenia fino alle elezioni in un decreto firmato il 25 marzo. Il 18 settembre 2016 Kadyrov è stato rieletto con quasi il 98% dei voti.
Kadyrov ha lanciato il suo reality show intitolato Komanda con il primo episodio trasmesso da Pervyj kanal il 30 giugno. Persone provenienti da tutta la Russia sono state invitate da Kadyrov a registrarsi per il concorso. Il vincitore del concorso diventerà capo dell'Agenzia per lo sviluppo strategico della Cecenia. Filip Varyčenko, originario di Düsseldorf, è stato scelto come vincitore del reality show di Kadyrov il 22 novembre ed è stato nominato aiutante del governo.
Kadyrov ha visitato l'Arabia Saudita il 27 novembre dove ha incontrato il vice principe ereditario Mohammad bin Salman. Durante l'incontro, hanno discusso delle relazioni Russia-Arabia Saudita e di questioni di interesse comune. ] Lo stesso giorno ha anche visitato gli Emirati Arabi Uniti e ha incontrato Mohammed bin Zayed Al Nahyan, il principe ereditario di Abu Dhabi. I due hanno discusso di amicizia, cooperazione e rafforzamento dei legami. Durante le sue visite, ha elogiato il re Salman dell'Arabia Saudita per la sua "guida del mondo musulmano e gli sforzi per combattere l'estremismo". Il 28 novembre, ha dichiarato che i veterani delle forze speciali americane non sarebbero stati autorizzati ad addestrare personale di sicurezza e intelligence in una "città tattica" a Gudermes perché "non erano all'altezza delle forze speciali russe e c'erano sanzioni contro tutte le strutture ufficiali dagli Stati Uniti."
Durante un'intervista andata in onda il 27 novembre 2017, Kadyrov ha dichiarato di essere pronto a dimettersi da capo della Repubblica cecena, definendolo il suo "sogno" poiché ha ritenuto che le responsabilità fossero "troppo pesanti". Il 29 novembre, in un'intervista ad Asharq Al-Awsat, ha affermato che solo poche dozzine di ceceni stavano combattendo con l'ISIL, aggiungendo che la maggior parte di loro è cresciuta nell'Europa occidentale. Ha anche affermato che le misure adottate dalle autorità cecene sono riuscite a riportare indietro molte giovani reclute prima che raggiungessero la Siria.

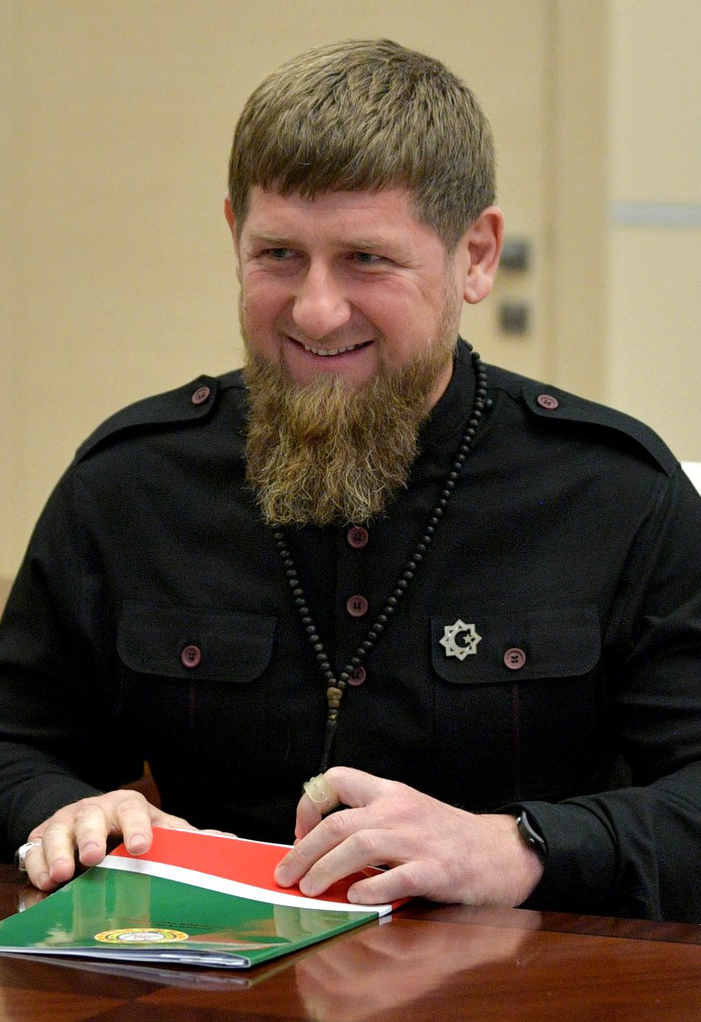
Kadyrov nel 2018

Il 5 dicembre ha annunciato che nessun atleta ceceno parteciperà sotto bandiera neutra alle Olimpiadi invernali del 2018.
Dopo un attacco alla Chiesa dell'Arcangelo Michele a Groznyj il 19 maggio 2018, Kadyrov ha dichiarato di aver supervisionato personalmente l'operazione per eliminare gli aggressori.
Il 26 settembre ha firmato un accordo con Junus-bek Evkurov, capo dell'Inguscezia, risolvendo la disputa di confine tra le due repubbliche russe.
Kadyrov ha ricevuto il grado di maggiore generale nel luglio 2020, attraverso un ordine esecutivo del presidente russo. Ha aggiunto sul suo blog di essere stato trasferito dal Ministero degli Affari Interni alla Guardia Nazionale della Russia.

### Diritti LGBT
Ad aprile 2017 la testata indipendente russa Novaja Gazeta, ripresa poi da Amnesty International, ha puntato il dito contro Kadyrov accusandolo di avere aperto, in accordo con il Cremlino, un campo di concentramento nel quale vengono torturati uomini omosessuali, alcuni dei quali spariti la settimana precedente in circostanze misteriose. Il presidente ceceno ha negato il fatto, ed il suo portavoce ha affermato che «non si possono perseguitare coloro che, semplicemente, in Cecenia non ci sono» e ancora:
Nuove accuse di persecuzioni verso persone omosessuali in Cecenia sono state rivolte nel gennaio del 2019 da organizzazioni di attivisti, che hanno denunciato 40 arresti, torture e due omicidi in carcere.

### Pandemia di COVID-19
Durante la pandemia di COVID-19 ha inizialmente negato l'esistenza del virus e per alcune settimane non ha assunto misure volte a contenere il contagio. In seguito ha sostenuto che per guarire dal virus era sufficiente una cura a base di limone, miele e aglio, ma nel marzo 2020 ha introdotto la quarantena per i soggetti contagiati, sostenendo l'introduzione della pena di morte in caso di violazione dell'isolamento. Secondo alcune agenzie di stampa russe nel mese di maggio dello stesso anno avrebbe contratto la malattia, e in seguito al peggioramento delle sue condizioni fisiche sarebbe stato trasferito in una clinica specializzata a Mosca.

### Appoggio all'invasione russa dell'Ucraina del 2022
Nel 2022 supportò l'invasione russa dell'Ucraina affermando nel marzo dello stesso anno di trovarsi con il contingente ceceno nei pressi di Kiev e intimando agli ucraini di arrendersi. Vi sono tuttavia dubbi che Kadyrov si sia recato effettivamente in Ucraina, a causa di varie incongruenze evidenti in alcuni post propagandistici pubblicati sui social network e per il fatto che il portavoce del Cremlino Dmitrij Peskov abbia affermato che i russi non avessero informazioni sull'effettiva presenza di Kadyrov in Ucraina.
In riconoscimento del suo impegno durante il conflitto venne promosso a tenente generale nel marzo 2022 e colonnello generale il 5 ottobre 2022 come dono di compleanno da parte del presidente Putin.

## Impegno in ambito calcistico
È l'attuale presidente onorario della squadra cecena dell'Achmat Groznyj, allenata in passato da Ruud Gullit. Ha inoltre organizzato delle amichevoli promozionali: celeberrima quella dell'8 marzo 2011 contro una selezione di ex calciatori brasiliani, tra cui Romario, Bebeto, Cafu, Dunga, Denílson, Zé Maria, André Cruz e Raí (che in seguito si è detto profondamente pentito di aver partecipato ad "un evento di carattere politico e populista"), mentre in squadra con lui giocavano tra gli altri Gullit e Lothar Matthäus.
Il nuovo Stadio Terek, fatto costruire da Kadyrov con una capienza da 30000 posti, in sostituzione del vecchio Stadio Sultan Bilimchanov, è stato inaugurato l'11 maggio 2011 con un'amichevole tra una selezione del Caucaso del Nord, capitanata dallo stesso Kadyrov, ed una formazione di ex-stelle del calcio mondiale come Diego Armando Maradona, Jean-Pierre Papin, Alessandro Costacurta, Christian Vieri, Iván Zamorano, Fabien Barthez, Franco Baresi, Luís Figo, Roberto Ayala, Alain Boghossian, Manuel Amoros, Robbie Fowler e Enzo Francescoli. La partita è stata vinta per 5-2 dalla formazione del Caucaso del Nord, con il presidente ceceno autore di due assist. Per gli avversari sono andati a segno Maradona e Zamorano.

## Vita privata
Nel 1996, Kadyrov sposò Medni Musaevna Kadyrova. I coniugi sono genitori di dodici figli. Due figli, Adam ed Eli, hanno guadagnato il titolo di Ḥāfiẓ, mentre tre figlie, Aišat, Chadižat e Chutmat, hanno ottenuto il titolo di hafiza. Chutmat e un'altra figlia, Ašura, si sono esibite insieme al cantante nashīd Mishary Rashid Alafasy nel 2015. Chadižat è stata riconosciuta come la studentessa più dotata della Cecenia nel 2016 e si è qualificata per la partecipazione al concorso pan-russo "Studente dell’anno 2016” del 20 febbraio 2016.
Medni, la moglie, ha lanciato la sua linea di moda "Firdaws" nel marzo 2012 a Dubai. Aišat ha presentato la sua collezione di moda nel marzo 2017 e ha rilevato l'impresa di moda di sua madre, Firdaws. È stata nominata primo viceministro della cultura della Cecenia nel settembre 2020 da suo padre.
Secondo un'indagine del 2021 dell'Organized Crime and Corruption Reporting Project, Kadyrov ha una seconda moglie, Fatima Chazueva. Kadyrov avrebbe incontrato Chazueva quando aveva quattordici anni ad un concorso di bellezza del 2006. Secondo quanto riferito, ha anche una terza moglie, una cantante e ballerina di nome Aminat Achmadova.
Kadyrov ama il pugilato ed è il proprietario del Fight Club Akhmat, un club sportivo professionistico che si concentra sulla boxe e sulle arti marziali miste.

### Ricchezza
La Federazione Russa versa denaro alla famiglia Kadyrov, la distinzione tra il governo ceceno e Kadyrov è piuttosto labile. Nel 2015, la Cecenia ha ricevuto circa 57 miliardi di rubli all’anno da Mosca (circa 597 milioni di euro). La famiglia ottiene denaro attraverso il Fondo Akhmad Kadyrov, una fondazione non trasparente che si descrive come un ente di beneficenza ed è guidata dalla madre di Kadyrov, Ayman. Nel 2011, la fondazione ha finanziato la sontuosa festa di compleanno di 35 anni di Kadyrov, alla quale hanno partecipato celebrità come Seal, Jean-Claude Van Damme, Vanessa-Mae e Hilary Swank. Quando la giornalista Marianna Maksimovskaja gli chiese da dove provenissero i soldi per la celebrazione in diretta televisiva, secondo quanto riferito rise e disse "Ce li dà Allah", prima di aggiungere: "Non lo so, viene da qualche parte". I giornalisti sono stati presi di mira dal regime di Kadyrov per aver riferito della sua opulenza.
Kadyrov è un noto collezionista di auto sportive. Possiede una Lamborghini Reventón, una delle sole 20 vendute. È anche noto per la sua vasta collezione di pugnali ceceni. Kadyrov è stato collegato alla proprietà di un jet privato.
I membri della famiglia Kadyrov possiedono immobili di lusso a Mosca. Due delle sue mogli possiedono proprietà per un valore totale di 8 milioni di dollari, che è più del doppio dello stipendio dichiarato da Kadyrov dal 2008.

## Sanzioni
Dal 2018 la Lettonia ha vietato a Kadyrov l'ingresso nel Paese.